# Деалу Мик (Хунедоара)
Деалу Мик (рум. Dealu Mic) насеље је у Румунији у округу Хунедоара у општини Топлица. Oпштина се налази на надморској висини од 453 m.

## Становништво
Према подацима из 2002. године у насељу је живело 50 становника, од којих су сви румунске националности.